# Anthony Hill
 (novembre 2024).
Anthony Hill est un acteur américain né le 11 novembre 1987 à Springfield (Missouri).

## Biographie
Anthony Hill effectue ses études à l'université d’État de l'Oklahoma, tout en y étant membre de l'équipe Cowboys d'Oklahoma State au sein de laquelle il a joué au football.
Il devient ensuite acteur et joue dans des séries télévisées et des films,.

## Filmographie

### Cinéma
- 2020 : J'adore ce que vous faites : Tom[2]
- 2018 : Faith Under Fire : Mr. Carmichael
- 2016 : Rebirth : Nate

### Télévision
- 2019 - présent : Grey's Anatomy : Dr. Winston Ndugu[2],[3]
- 2020 : This is Us : saison 5, épisode 6 : Marshall Winston
- 2019 : Watchmen : saison 1, épisode 7 : Marcus Abar[3]
- 2018 : For the People (2018) : saison 1, épisode 7 : Guy Watson